# Falling into Infinity
Falling Into Infinity je čtvrté studiové album americké progresivní metalové hudební skupiny Dream Theater, vydané dne 23. září 1997 East West Records. Jedná se o první a jediné studio album s klávesistou Derekem Sherinianem po odchodu Kevina Mooreho v roce 1994.
Falling Into Infinity produkoval Kevin Shirley. Vzhledem k neochotě kapely dodržet požadavky vydavatelství, které chtělo, aby se na albu objevilo více rádiových hitů, bylo nahrávání celé desky pro skupinu stresující a to v jednu chvíli málem vedlo k ukončení nahrávání. Deska byla nahrána v červnu 1997 ve studiu The Power Station (nyní Avatar Studios) v Manhattanu, New York.

## O albu
Po krátkém turné na podporu EP A Change of Seasons se Dream Theater na začátku roku 1996 odebrali do Dream Factory Studios v New Jersey a začali psát materiál pro nové album. Na psaní desky se poprvé podílel klávesista Derek Sherinian, který v roce 1994 nahradil Kevina Mooreho. Během toho vydavatelství Elektra Records vyvíjelo na kapelu tlak, aby psala jednoduché rádiové písničky. Z toho následně vyplynuly tvůrčí neshody mezi Johnem Petruccim, který návrhy vydavatelství přijal, a Mikem Portnoyem.
Po více než roce Dream Theater napsali písně, ale stále nedostali svolení nahrávat, což vedlo k jejich frustraci a dokonce uvažovali o rozpadu kapely. V březnu 1997 kapela konečně dostala povolení k nahrání nového alba. V květnu dokonce skupina měla dostatek materiálu na nahrání dvojalba, ale byli nuceni dodržet rozpočet pouze pro jeden disk. Výsledkem je, že některé písně, jako například „Raise the Knife", „Where are You Now“, „Cover My Eyes“, „Speak to Me“, „The Way It Used to Be“, nebo „Metropolis Pt. 2“. se nedostaly na finální verzi alba. Shirley učinil významné změny v některých písní, které na albu zbyly. Například ze střední části písně vzal střední část „Burning My Soul“ udělal samostatnou instrumentální skladbu „Hell's Kitchen“. Shirley také doporučil spolupráci s hudebníkem Desmondem Childem při psaní textu k písni „You Or Me“. Petrucci tedy odjel na Floridu, kde s ním tuto píseň napsal. Poté se její název změnil na „You Not Me“.
Skutečné nahrávání alba začalo 2. června 1997 v The Power Station (nyní Avatar Studios) v Manhattanu. Přestože psaní písní bylo pro kapelu obtížné, kapela samotné nahrávání považovala za bezproblémové a příjemné. Album s názvem Falling Into Infinity bylo dokončena 30. července. Petrucci a Portnoy původně chtěli album nazvat Stream of Consciousness, ale zbytek kapely to odmítl, jelikož mu to připadalo příliš pompézní (přestože výraz „Stream of Consciousness“ se nachází v písni „Lines in the Sand“). Obal navrhl Storm Thorgerson, který navrhoval přebaly například pro Pink Floyd.

## Skládání

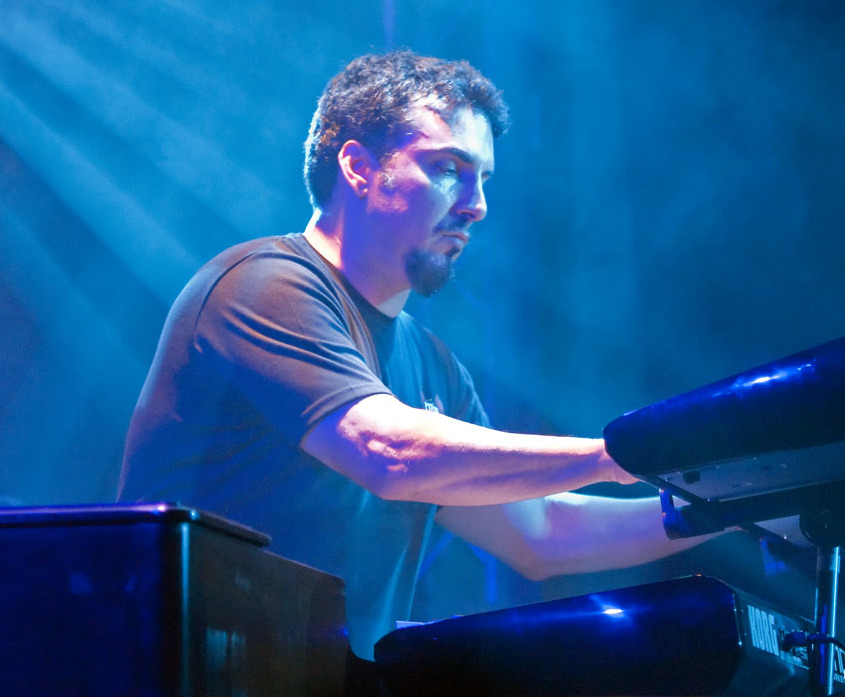
Derek Sherininan při vystoupení v nizozemském Zoetermeeru (21. října 2012).

Po Odchodu Kevina Mooreho byly ostatní členové kapely nuceni se více podílet na psaní textů. Všechny Portnoyovi texty byly inspirovány jeho frustrací z nahrávací společností: „New Millennium“ a „Just Let Me Breathe“, jsou zaměřeny právě na vydavatelství a na hudební průmysl. John Petrucci napsal šest textů k albu, včetně „Peruvian Skies“, který pojednává o zneužívání dětí. James LaBrie a John Myung psali také texty a každý z nich přispěl jedním textem a jednou písní. Stejně jako je tomu u většiny alb od Dream Theater, písně dostali pracovní názvy již během nahrávání. Například „Lines in the Sand“ a „Burning My Soul“ byly původně nazvané „Cat's Tail“ a „Carnival of Clams“.

## Seznam skladeb
| Pořadí         | Název                                                                      | Text                         | Délka |
| -------------- | -------------------------------------------------------------------------- | ---------------------------- | ----- |
| 1.             | New Millennium                                                             | Mike Portnoy                 | 8:20  |
| 2.             | You Not Me                                                                 | John Petrucci, Desmond Child | 4:58  |
| 3.             | Peruvian Skies                                                             | Petrucci                     | 6:43  |
| 4.             | Hollow Years                                                               | Petrucci                     | 5:53  |
| 5.             | Burning My Soul                                                            | Portnoy                      | 5:29  |
| 6.             | Hell's Kitchen                                                             | instrumentální               | 4:16  |
| 7.             | Lines in the Sand                                                          | Petrucci                     | 12:05 |
| 8.             | Take Away My Pain                                                          | Petrucci                     | 6:03  |
| 9.             | Just Let Me Breathe                                                        | Portnoy                      | 5:28  |
| 10.            | Anna Lee                                                                   | James LaBrie                 | 5:51  |
| 11.            | Trial of Tears - I. It's Raining - II. Deep in Heaven - III. The Wasteland | John Myung                   | 13:06 |
| Celková délka: | Celková délka:                                                             | Celková délka:               | 78:12 |

## Obsazení
- James LaBrie – zpěv
- John Petrucci – kytara, doprovodný zpěv
- John Myung – baskytara, chapman stick (písně 1,8)
- Derek Sherinian – klávesy
- Mike Portnoy – bicí, perkuse, doprovodný zpěv